# Тектоника плит
Текто́ника плит — современное научное представление в геотектонике о строении и движении литосферы, согласно которому земная кора состоит из относительно целостных блоков — литосферных плит, которые находятся в постоянном движении относительно друг друга. При этом в зонах расширения (срединно-океанических хребтах и континентальных рифтах) в результате спрединга (англ. seafloor spreading — растекание морского дна) образуется новая океаническая кора, а старая поглощается в зонах субдукции. Теория тектоники плит объясняет возникновение землетрясений, вулканическую деятельность и процессы горообразования, по большей части приуроченные к границам плит.

Карта основных тектонических плит Земли
Дивергентные границы:
Океанический рифт (центр спрединга)
Континентальный рифт (зона расширения)
Конвергентные границы:
Зона субдукции
Коллизия континентов
Трансформные границы:
Правостороннее скольжение
Левостороннее скольжение

Впервые идея о движении блоков коры была высказана в теории дрейфа континентов, предложенной Альфредом Вегенером в 1920-х годах. Эта теория была первоначально отвергнута. Возрождение идеи о движениях в жёсткой оболочке Земли («мобилизм») произошло в 1960-х годах, когда в результате исследований рельефа и геологии океанического дна были получены данные, свидетельствующие о процессах расширения (спрединга) океанической коры и пододвигания одних частей коры под другие (субдукции). Объединение этих представлений со старой теорией дрейфа материков породило современную теорию тектоники плит, которая вскоре стала общепринятой концепцией в науках о Земле.
В теории тектоники плит ключевое положение занимает понятие геодинамической обстановки — характерной геологической структуры с определённым соотношением плит. В одной и той же геодинамической обстановке происходят однотипные тектонические, магматические, сейсмические и геохимические процессы.

## История теории
Основой теоретической геологии начала XX века была контракционная гипотеза. Земля остывает подобно испечённому яблоку, и на ней появляются морщины в виде горных хребтов. Развивала эти идеи теория геосинклиналей, созданная на основании изучения складчатых образований. Эта теория была сформулирована Джеймсом Даной, который добавил к контракционной гипотезе принцип изостазии. Согласно этой концепции, Земля состоит из гранитов (континенты) и базальтов (океаны). При сжатии Земли в океанах-впадинах возникают тангенциальные силы, которые давят на континенты. Последние вздымаются в горные хребты, а затем разрушаются. Материал, который получается в результате разрушения, откладывается во впадинах.
Против этой схемы выступил немецкий учёный-метеоролог Альфред Вегенер. 6 января 1912 года он выступил на собрании Немецкого геологического общества с докладом о дрейфе материков. Исходной посылкой к созданию теории стало совпадение очертаний западного побережья Африки и восточного Южной Америки. Если эти континенты сдвинуть, то они совпадают, как если бы образовались в результате раскола одного праматерика.
Вегенер не удовлетворился совпадением очертаний побережий (которые неоднократно замечались и до него), а стал интенсивно искать доказательства теории. Для этого он изучил геологию побережий обоих континентов и нашёл множество схожих геологических комплексов, которые совпадали при совмещении, так же, как и береговая линия. Другим направлением доказательства теории стали палеоклиматические реконструкции, палеонтологические и биогеографические аргументы. Многие животные и растения имеют ограниченные ареалы, по обе стороны Атлантического океана. Они очень схожи, но разделены многокилометровым водным пространством, и трудно предположить, что они пересекли океан.
Кроме того, Вегенер стал искать геофизические и геодезические доказательства. Однако в то время уровень этих наук был явно не достаточен, чтобы зафиксировать современное движение континентов. В 1930 году Вегенер погиб во время экспедиции в Гренландии, но перед смертью уже знал, что научное сообщество не приняло его теорию.
Изначально теория дрейфа материков была принята научным сообществом благосклонно, но в 1922 году она подверглась жёсткой критике со стороны сразу нескольких известных специалистов. Главным аргументом против теории стал вопрос о силе, которая двигает плиты. Вегенер полагал, что континенты двигаются по базальтам океанического дна, но для этого требовалось огромное усилие, и источника этой силы никто назвать не мог. В качестве источника движения плит предлагались сила Кориолиса, приливные явления и некоторые другие, однако простейшие расчёты показывали, что всех их абсолютно недостаточно для перемещения огромных континентальных блоков.
Критики теории Вегенера поставили во главу угла вопрос о силе, двигающей континенты, и проигнорировали всё множество фактов, безусловно подтверждавших теорию. По сути, они нашли единственный вопрос, в котором новая концепция была бессильна, и без конструктивной критики отвергли основные доказательства. После смерти Альфреда Вегенера теория дрейфа материков была отвергнута, получив статус маргинальной науки, и подавляющее большинство исследований продолжали проводиться в рамках теории геосинклиналей. Правда, и ей пришлось искать объяснения истории расселения животных на континентах. Для этого были придуманы сухопутные мосты, соединявшие континенты, но погрузившиеся в морскую пучину. Это было ещё одно рождение легенды об Атлантиде. Некоторые учёные не признали вердикт мировых авторитетов и продолжили поиск доказательств движения материков. Так, Александр дю Туа объяснял образование Гималайских гор столкновением Индостана и Евразийской плиты.
Вялотекущая борьба фиксистов, как назвали сторонников отсутствия значительных горизонтальных перемещений, и мобилистов, утверждавших, что континенты всё-таки двигаются, с новой силой разгорелась в 1960-х годах, когда в результате изучения дна океанов были найдены ключи к пониманию «машины» под названием Земля.
К началу 1960-х годов была составлена карта рельефа дна Мирового океана, которая показала, что в центре океанов расположены срединно-океанические хребты, которые возвышаются на 1,5—2 км над абиссальными равнинами, покрытыми осадками. Эти данные позволили Р. Дитцу и Г. Хессу в 1962—1963 годах выдвинуть гипотезу спрединга. Согласно этой гипотезе, в мантии происходит конвекция со скоростью около 1 см/год. Восходящие ветви конвекционных ячеек выносят под срединно-океаническими хребтами мантийный материал, который обновляет океаническое дно в осевой части хребта каждые 300—400 лет. Континенты не плывут по океанической коре, а перемещаются по мантии, будучи пассивно «впаяны» в литосферные плиты. Согласно концепции спрединга, океанические бассейны — структуры непостоянные, неустойчивые, континенты же — устойчивые.

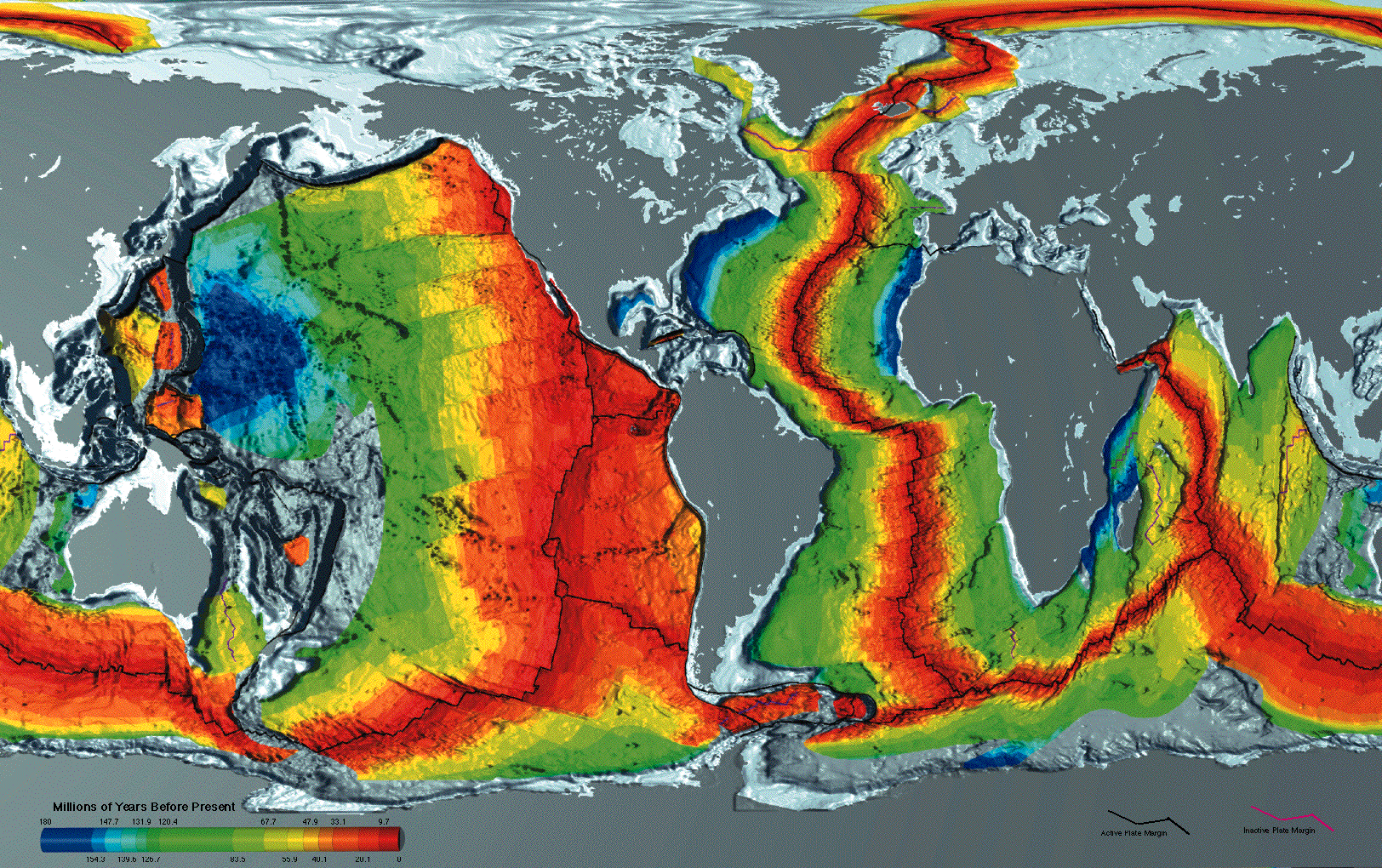
Возраст океанической коры (красный цвет соответствует молодой коре)

В 1963 году гипотеза спрединга получает мощную поддержку в связи с открытием полосовых магнитных аномалий океанического дна. Они были интерпретированы как запись инверсий магнитного поля Земли, зафиксированная в намагниченности базальтов дна океана. После этого тектоника плит начала победное шествие в науках о Земле. Всё больше учёных понимали, что, чем тратить время на защиту концепции фиксизма, лучше взглянуть на планету с точки зрения новой теории и, наконец-то, начать давать реальные объяснения сложнейшим земным процессам.
Сейчас тектоника плит подтверждена прямыми измерениями скорости плит методом интерферометрии излучения от далёких квазаров и измерениями с помощью спутниковых навигационных систем GPS. Результаты многолетних исследований полностью подтвердили основные положения теории тектоники плит.

## Современное состояние тектоники плит
За прошедшие десятилетия тектоника плит значительно изменила свои основные положения. Ныне их можно сформулировать следующим образом:
- Верхняя часть твёрдой Земли делится на хрупкую литосферу и пластичную астеносферу. Конвекция в астеносфере — главная причина движения плит.
- Современная литосфера делится на 8 крупных плит, десятки средних плит и множество мелких. Мелкие плиты расположены в поясах между крупными плитами. Сейсмическая, тектоническая и магматическая активность сосредоточена на границах плит.
- Литосферные плиты в первом приближении описываются как твёрдые тела, и их движение подчиняется теореме вращения Эйлера[источник не указан 1627 дней].
- Существует три основных типа относительных перемещений плит

1. расхождение (дивергенция), выражено рифтингом и спредингом;
2. схождение (конвергенция), выраженное субдукцией и коллизией;
3. сдвиговые перемещения по трансформным геологическим разломам.

- Спрединг в океанах компенсируется субдукцией и коллизией по их периферии, причём радиус и объём Земли постоянны с точностью до термического сжатия планеты (в любом случае средняя температура недр Земли медленно, в течение миллиардов лет, уменьшается).
- Перемещение литосферных плит вызвано их увлечением конвективными течениями в астеносфере.

Существует два принципиально разных вида земной коры — кора континентальная (более древняя) и кора океаническая (не старше 200 миллионов лет). Некоторые литосферные плиты сложены исключительно океанической корой (пример — крупнейшая тихоокеанская плита), другие состоят из блока континентальной коры, впаянного в кору океаническую.
Более 90 % поверхности Земли в современную эпоху покрыто 8 крупнейшими литосферными плитами:
- Австралийская плита
- Антарктическая плита
- Африканская плита
- Евразийская плита
- Индостанская плита
- Тихоокеанская плита
- Северо-Американская плита
- Южно-Американская плита

Среди плит среднего размера можно выделить Аравийскую плиту, а также плиты Кокос и плиту Хуан де Фука, остатки огромной плиты Фаралон, слагавшей значительную часть дна Тихого океана, но ныне исчезнувшую в зоне субдукции под Северной и Южной Америками.

## Сила, двигающая плиты
Горизонтальное движение плит происходит за счёт мантийных теплогравитационных течений — конвекции. Источником энергии для этих течений служит разность температуры центральных областей Земли, которые имеют очень высокую температуру (по оценкам, температура ядра составляет порядка 5000 °С) и температуры на её поверхности. Нагретые в центральных зонах Земли породы расширяются (см. термическое расширение), плотность их уменьшается, и они всплывают, уступая место опускающимся более холодным и потому более плотным массам, уже отдавшим часть тепла земной коре. Этот процесс переноса тепла (следствие всплывания лёгких горячих масс и погружения тяжёлых холодных масс) идёт непрерывно, в результате чего возникают конвективные потоки. Эти потоки замыкаются сами на себя и образуют устойчивые конвективные ячейки, согласующиеся по направлениям потоков с соседними ячейками. При этом в верхней части ячейки течение вещества происходит почти в горизонтальной плоскости, и именно эта часть течения увлекает плиты в горизонтальном же направлении с огромной силой за счёт огромной вязкости мантийного вещества. Если бы мантия была совершенно жидкой — вязкость пластичной мантии под корой была бы малой (например, как у воды), то через слой такого вещества с малой вязкостью не могли бы проходить поперечные сейсмические волны. А земная кора увлекалась бы потоком такого вещества со сравнительно малой силой. Но, благодаря высокому давлению, при относительно низких температурах, господствующих на поверхности Мохоровичича и ниже, вязкость мантийного вещества здесь очень велика (так, что в масштабе лет вещество мантии Земли — жидкое (текучее), а в масштабе секунд — твёрдое).
Движущей силой течения вязкого мантийного вещества непосредственно под корой является перепад высот свободной поверхности мантии между областью подъёма и областью опускания конвекционного потока. Этот перепад высот, можно сказать, величина отклонения от изостазии, образуется из-за разной плотности чуть более горячего (в восходящей части) и чуть более холодного вещества, поскольку вес более и менее горячего столбов в равновесии одинаков (при разной плотности). На самом же деле, положение свободной поверхности не может быть измерено, оно может быть только вычислено (высота поверхности Мохоровичича + высота столба мантийного вещества, по весу эквивалентного слою более лёгкой коры над поверхностью Мохоровичича).
Эта же движущая сила (перепада высот) определяет степень упругого горизонтального сжатия коры силой вязкого трения потока о земную кору. Величина этого сжатия мала в области восхождения мантийного потока и увеличивается по мере приближения к месту опускания потока (за счёт передачи напряжения сжатия через неподвижную твёрдую кору по направлению от места подъёма к месту спуска потока). Над опускающимся потоком сила сжатия в коре так велика, что время от времени превышается прочность коры (в области наименьшей прочности и наибольшего напряжения), происходит неупругая (пластическая, хрупкая) деформация коры — землетрясение. При этом из места деформации коры выдавливаются целые горные цепи, например, Гималаи (в несколько этапов).
При пластической (хрупкой) деформации очень быстро (в темпе смещения коры при землетрясении) уменьшается и напряжение в ней — сила сжатия в очаге землетрясения и его окрестностях. Но сразу же по окончании неупругой деформации продолжается прерванное землетрясением очень медленное нарастание напряжения (упругой деформации) за счёт очень медленного же движения вязкого мантийного потока, начиная цикл подготовки следующего землетрясения.
Таким образом, движение плит — следствие переноса тепла из центральных зон Земли очень вязкой магмой. При этом часть тепловой энергии превращается в механическую работу по преодолению сил трения, а часть, пройдя через земную кору, излучается в окружающее пространство. Так что наша планета в некотором смысле представляет собой тепловой двигатель.
Относительно причины высокой температуры недр Земли существует несколько гипотез. В начале XX века была популярна гипотеза радиоактивной природы этой энергии. Казалось, она подтверждалась оценками состава верхней коры, которые показали весьма значительные концентрации урана, калия и других радиоактивных элементов, но впоследствии выяснилось, что содержания радиоактивных элементов в породах земной коры совершенно недостаточно для обеспечения наблюдаемого потока глубинного тепла. А содержание радиоактивных элементов в подко́ровом веществе (по составу близком к базальтам океанического дна), можно сказать, ничтожно. Однако это не исключает достаточно высокого содержания тяжёлых радиоактивных элементов, генерирующих тепло, в центральных зонах планеты. Исследования геонейтрино доказывают эту гипотезу.
Другая модель объясняет нагрев химической дифференциацией Земли. Первоначально планета была смесью силикатного и металлического веществ. Но одновременно с образованием планеты началась её дифференциация на отдельные оболочки. Более плотная металлическая часть устремилась к центру планеты, а силикаты концентрировались в верхних оболочках. При этом потенциальная энергия системы уменьшалась и превращалась в тепловую энергию.
Другие исследователи полагают, что разогрев планеты произошёл в результате аккреции при ударах метеоритов о поверхность зарождающегося небесного тела. Это объяснение сомнительно — при аккреции тепло выделялось практически на поверхности, откуда оно легко уходило в космос, а не в центральные области Земли.

### Второстепенные силы
Сила вязкого трения, возникающая вследствие тепловой конвекции, играет определяющую роль в движениях плит, но, кроме неё, на плиты действуют и другие, меньшие по величине, но также важные силы. Это — силы Архимеда, обеспечивающие плавание более лёгкой коры на поверхности более тяжёлой мантии. Приливные силы, обусловленные гравитационным воздействием Луны и Солнца (различием их гравитационного воздействия на разноудалённые от них точки Земли). Сейчас приливной «горб» на Земле, вызванный притяжением Луны, в среднем около 36 см. Раньше Луна была ближе, и это имело бо́льшие масштабы, деформация мантии приводит к её нагреву. Например, вулканизм, наблюдаемый на Ио (спутник Юпитера), вызван именно этими силами — прилив на Ио около 120 м. А также силы, возникающие вследствие изменения атмосферного давления на различные участки земной поверхности — силы атмосферного давления достаточно часто изменяются на 3 %, что эквивалентно сплошному слою воды толщиной 0,3 м (или гранита толщиной не менее 10 см). Причём это изменение может происходить в зоне шириной в сотни километров, тогда как изменение приливных сил происходит более плавно — на расстояниях в тысячи километров.

## Дивергентные границы или границы раздвижения плит
Это границы между плитами, двигающимися в противоположные стороны. В рельефе Земли эти границы выражены рифтами, в них преобладают деформации растяжения, мощность коры пониженная, тепловой поток максимален, и происходит активный вулканизм. Если такая граница образуется на континенте, то формируется континентальный рифт, который в дальнейшем может превратиться в океанический бассейн с океаническим рифтом в центре. В океанических рифтах в результате спрединга формируется новая океаническая кора.

### Океанические рифты

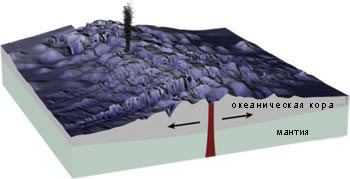
Схема строения срединно-океанического хребта

На океанической коре рифты приурочены к центральным частям срединно-океанических хребтов. В них происходит образование новой океанической коры. Общая их протяжённость более 60 тысяч километров. К ним приурочено множество гидротермальных источников, которые выносят в океан значительную часть глубинного тепла, и растворённых элементов. Высокотемпературные источники называются чёрными курильщиками, с ними связаны значительные запасы цветных металлов.

### Континентальные рифты
Раскол континента на части начинается с образования рифта. Кора утончается и раздвигается, начинается магматизм. Формируется протяжённая линейная впадина глубиной порядка сотен метров, которая ограничена серией сбросов. После этого возможно два варианта развития событий: либо расширение рифта прекращается и он заполняется осадочными породами, превращаясь в авлакоген, либо континенты продолжают раздвигаться и между ними, уже в типично океанических рифтах, начинает формироваться океаническая кора.

## Конвергентные границы
Конвергентными называются границы, на которых происходит столкновение плит. Возможно три варианта (Convergent plate boundary):
1. Континентальная плита с океанической. Океаническая кора плотнее, чем континентальная, и погружается под континент в зоне субдукции.
2. Океаническая плита с океанической. В таком случае одна из плит заползает под другую и также формируется зона субдукции, над которой образуется островная дуга.
3. Континентальная плита с континентальной. Происходит коллизия, возникает мощная складчатая область. Классический пример — Гималаи.

В редких случаях происходит надвигание океанической коры на континентальную — обдукция. Благодаря этому процессу возникли офиолиты Кипра, Новой Каледонии, Омана и другие.
В зонах субдукции поглощается океаническая кора, и тем самым компенсируется её появление в срединно-океанических хребтах. В них происходят исключительно сложные процессы взаимодействия коры и мантии. Так океаническая кора может затягивать в мантию блоки континентальной коры, которые по причине низкой плотности эксгумируются обратно в кору. Так возникают метаморфические комплексы сверхвысоких давлений, один из популярнейших объектов современных геологических исследований.
Большинство современных зон субдукции расположены по периферии Тихого океана, образуя тихоокеанское огненное кольцо. Процессы, идущие в зоне конвергенции плит, по праву считаются одними из самых сложных в геологии. В ней смешиваются блоки разного происхождения, образуя новую континентальную кору.

### Активные континентальные окраины

Активная континентальная окраина

Активная континентальная окраина возникает там, где под континент погружается океаническая кора. Эталоном этой геодинамической обстановки считается западное побережье Южной Америки, её часто называют андийским типом континентальной окраины. Для активной континентальной окраины характерны многочисленные вулканы и вообще мощный магматизм. Расплавы имеют три компонента: океаническую кору, мантию над ней и низы континентальной коры.
Под активной континентальной окраиной происходит активное механическое взаимодействие океанической и континентальной плит. В зависимости от скорости, возраста и мощности океанической коры возможны несколько сценариев равновесия. Если плита двигается медленно и имеет относительно малую мощность, то континент соскабливает с неё осадочный чехол. Осадочные породы сминаются в интенсивные складки, метаморфизуются и становятся частью континентальной коры. Образующаяся при этом структура называется аккреционным клином. Если скорость погружающейся плиты высока, а осадочный чехол тонок, то океаническая кора стирает низ континента и вовлекает его в мантию.

### Островные дуги

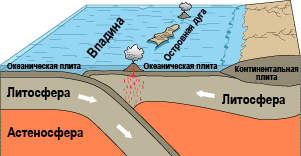
Островная дуга

Островные дуги — это цепочки вулканических островов над зоной субдукции, возникающие там, где океаническая плита погружается под другую океаническую плиту. В качестве типичных современных островных дуг можно назвать Алеутские, Курильские, Марианские острова, и многие другие архипелаги. Японские острова также часто называют островной дугой, но их фундамент очень древний и на самом деле они образованы несколькими разновременными комплексами островных дуг, так что Японские острова являются микроконтинентом.
Островные дуги образуются при столкновении двух океанических плит. При этом одна из плит оказывается снизу и поглощается в мантию. На верхней же плите образуются вулканы островной дуги. Выгнутая сторона островной дуги направлена в сторону поглощаемой плиты. С этой стороны находятся глубоководный жёлоб и преддуговый прогиб.
За островной дугой расположен задуговый бассейн (типичные примеры: Охотское море, Южно-Китайское море и т. д.), в котором также может происходить спрединг.

### Коллизия континентов

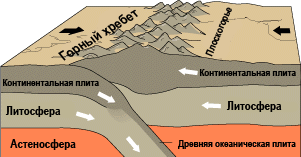
Столкновение континентов

Столкновение континентальных плит приводит к смятию коры и образованию горных цепей. Примером коллизии является Альпийско-Гималайский горный пояс, образовавшийся в результате закрытия океана Тетис и столкновения с Евразийской плитой Индостана и Африки. В результате мощность коры значительно увеличивается, под Гималаями она составляет 70 км. Это неустойчивая структура, она интенсивно разрушается поверхностной и тектонической эрозией. В коре с резко увеличенной мощностью идёт выплавка гранитов из метаморфизованных осадочных и магматических пород. Так образовались крупнейшие батолиты, напр., Ангаро-Витимский и Зерендинский.

## Трансформные границы
Там, где плиты двигаются параллельным курсом, но с разной скоростью, возникают трансформные разломы — грандиозные сдвиговые нарушения, широко распространённые в океанах и редкие на континентах.

### Трансформные разломы

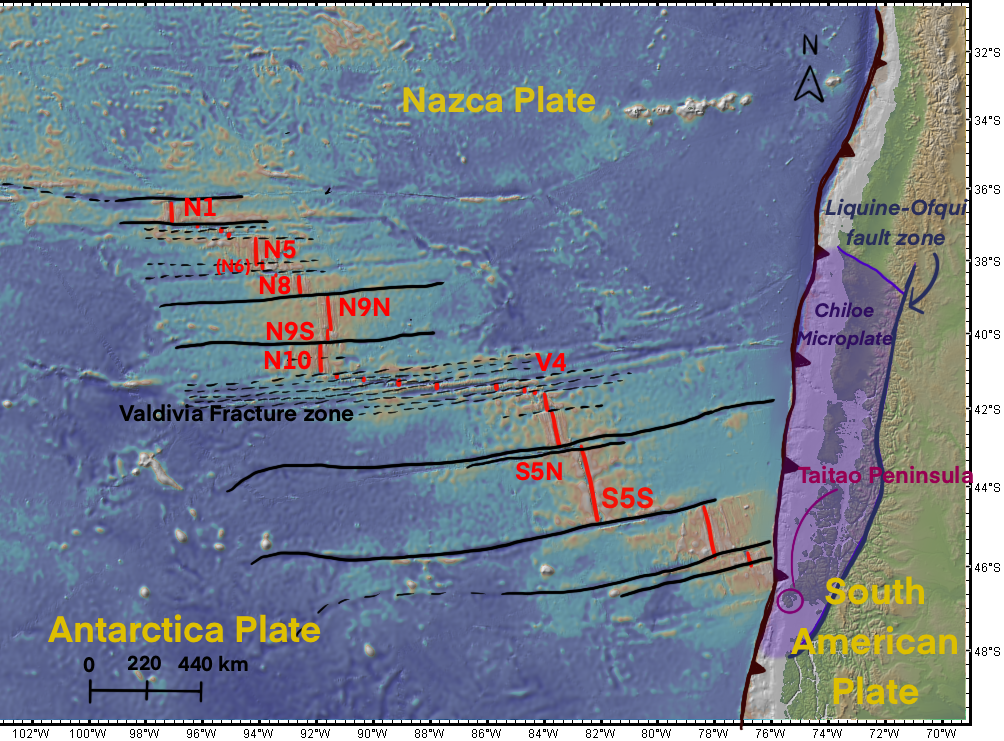
Трансформные разломы на Чилийском хребте в зоне контакта Антарктической плиты с плитой Наска

В океанах трансформные разломы идут перпендикулярно срединно-океаническим хребтам (СОХ) и разбивают их на сегменты шириной в среднем 400 км. Между сегментами хребта находится активная часть трансформного разлома. На этом участке постоянно происходят землетрясения и горообразование, вокруг разлома формируются многочисленные оперяющие структуры — надвиги, складки и грабены. В результате в зоне разлома нередко обнажаются мантийные породы.
По обе стороны от сегментов СОХ находятся неактивные части трансформных разломов. Активных движений в них не происходит, но они чётко выражены в рельефе дна океанов линейными поднятиями с центральной депрессией. 
Трансформные разломы формируют закономерную сетку и, очевидно, возникают не случайно, а в силу объективных физических причин. Совокупность данных численного моделирования, теплофизических экспериментов и геофизических наблюдений позволила выяснить, что мантийная конвекция имеет трёхмерную структуру. Кроме основного течения от СОХ, в конвективной ячейке за счёт остывания верхней части потока возникают продольные течения. Это остывшее вещество устремляется вниз вдоль основного направления течения мантии. В зонах этого второстепенного опускающегося потока и находятся трансформные разломы. Такая модель хорошо согласуется с данными о тепловом потоке: над трансформными разломами наблюдается его понижение.

### Сдвиги на континентах
Сдвиговые границы плит на континентах встречаются относительно редко. Пожалуй, единственным ныне активным примером границы такого типа является разлом Сан-Андреас, отделяющий Северо-Американскую плиту от Тихоокеанской. 800-мильный разлом Сан-Андреас — один из самых сейсмоактивных районов планеты: в год плиты смещаются относительно друг друга на 0,6 см, землетрясения с магнитудой более 6 единиц происходят в среднем раз в 22 года. Город Сан-Франциско и большая часть района бухты Сан-Франциско построены в непосредственной близости от этого разлома.

## Внутриплитные процессы
Первые формулировки тектоники плит утверждали, что вулканизм и сейсмические явления сосредоточены по границам плит, но вскоре стало ясно, что и внутри плит идут специфические тектонические и магматические процессы, которые также были интерпретированы в рамках этой теории. Среди внутриплитных процессов особое место заняли явления долговременного базальтового магматизма в некоторых районах, так называемые горячие точки.

### Горячие точки
На дне океанов расположены многочисленные подводные вулканы. Некоторые из них расположены в цепочках с последовательно изменяющимся возрастом. Некоторые подводные вулканы расположены в долговременных геологических горячих точках — «сидят» на крупных долгоживущих магматических очагах в верхней мантии или на мантийных плюмах. Побочный эффект такого внутриокеанического вулканизма — образование внутриокеанической горной гряды, порой выступающей над поверхностью океана в виде гряды островов. Классический пример такой подводной гряды — Гавайский подводный хребет. Гавайский подводных хребет выступает над поверхностью океана в виде Гавайских островов, от которых на северо-запад идёт цепочка подводных гор с непрерывно увеличивающимся возрастом, некоторые из которых, как, например, атолл Мидуэй, выступают над поверхностью океана. На расстоянии порядка 3000 км от Гавайев цепь немного поворачивает на север и называется уже Императорским хребтом. Он прерывается в глубоководном жёлобе перед Алеутской островной дугой.
Для объяснения этой удивительной структуры было сделано предположение, что под Гавайскими островами находится горячая точка — место, где к поверхности поднимается горячий мантийный поток, который проплавляет двигающуюся над ним тонкую тихоокеанскую литосферную плиту. Таких горячих точек сейчас на Земле выявлено много. Мантийный поток, созающий горячую точку, был назван плюмом. В некоторых случаях предполагается исключительно глубокое происхождение вещества плюма, вплоть до границы ядро-нижняя мантия.
Гипотеза горячих точек вызывает и возражения. Так, в своей монографии Сорохтин и Ушаков считают её несовместимой с моделью общей конвекции в мантии, и также указывают, что магмы  гавайских вулканов как раз относятся к относительно холодным, и не свидетельствуют о повышенной температуре в астеносфере под Гавайами. «В этом отношении плодотворной является гипотеза Д. Таркота и Е. Оксбурга (1978), согласно которой литосферные плиты, перемещаясь по поверхности горячей мантии, вынуждены приспосабливаться к переменной кривизне эллипсоида вращения Земли. И хотя радиусы кривизны литосферных плит при этом меняются несущественно (всего на доли процента), их деформация вызывает в теле крупных плит появление избыточных напряжений растяжения или сдвига порядка сотен бар.»
- См. Гавайская горячая точка

### Траппы и океанические плато
Кроме долговременных горячих точек, внутри плит иногда происходят грандиозные излияния расплавов, которые на континентах формируют траппы, а в океанах океанические плато. Особенность этого типа магматизма в том, что он происходит за короткое в геологическом масштабе время — порядка нескольких миллионов лет, но захватывает огромные площади (десятки тысяч км²). При этом изливается колоссальный объём базальтов, сравнимый с их количеством, кристаллизующимся в срединно-океанических хребтах.
Известны сибирские траппы на Восточно-Сибирской платформе, траппы плоскогорья Декан на Индостанском субконтиненте и многие другие. Причиной образования траппов также считаются горячие мантийные потоки, но, в отличие от горячих точек, они действуют кратковременно, и разница между ними не совсем ясна. В частности возможно, что Сибирское и Деканское трапповые извержения стали следствием воздействия на континентальную литосферу мантийного суперплюма.
Горячие точки и траппы дали основания для создания так называемой плюмовой геотектоники, которая утверждает, что значительную роль в геодинамических процессах играет не только регулярная конвекция, но и плюмы. Плюмовая тектоника не противоречит тектонике плит, а дополняет её.

## Тектоника плит как система наук

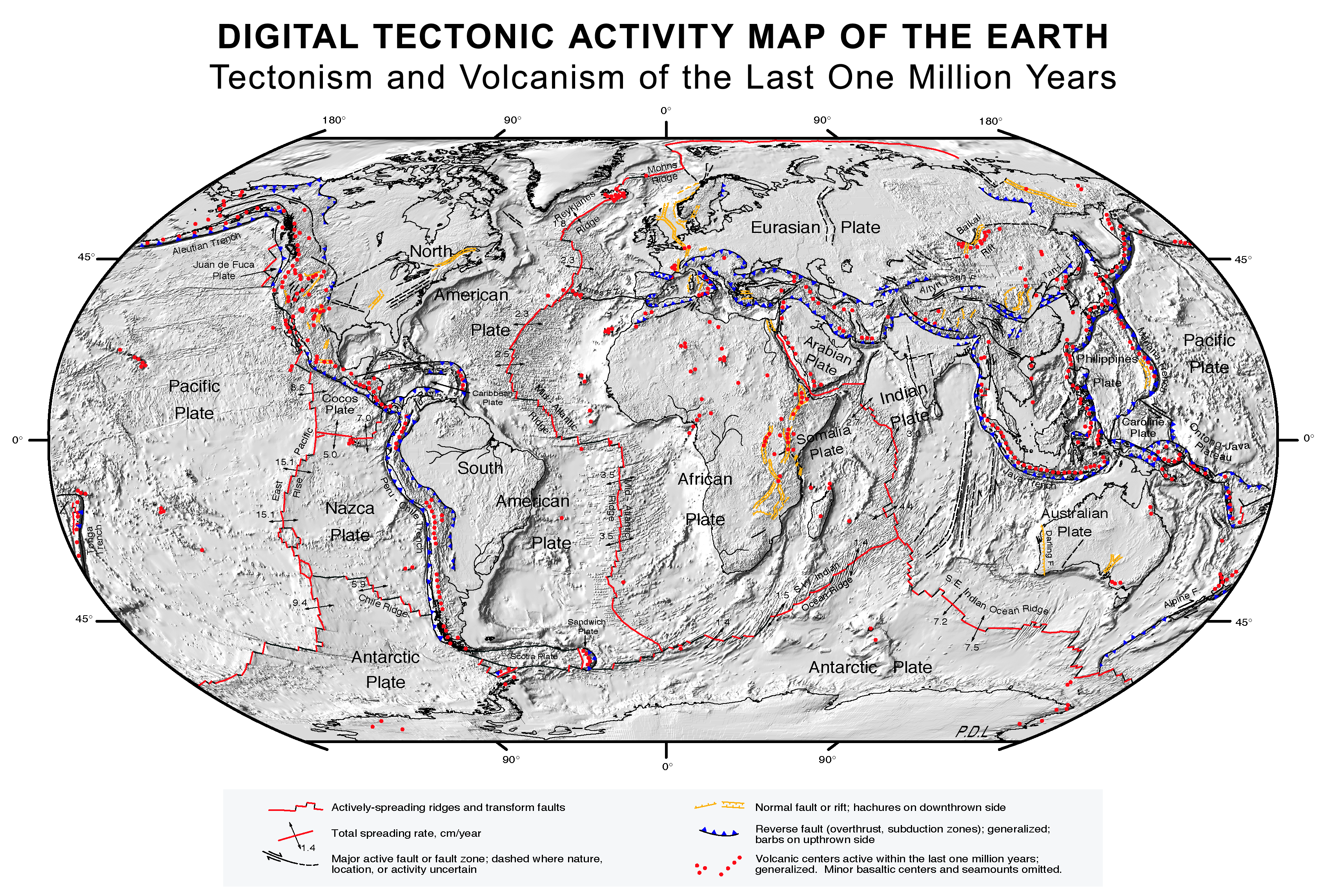
Карта тектонических плит

Сейчас тектонику уже нельзя рассматривать как чисто геологическую концепцию. Она играет ключевую роль во всех науках о Земле, в ней выделилось несколько методических подходов с разными базовыми понятиями и принципами.
С точки зрения кинематического подхода, движения плит можно описать геометрическими законами перемещения фигур на сфере. Земля рассматривается как мозаика плит разного размера, перемещающихся относительно друг друга и самой планеты. Палеомагнитные данные позволяют восстановить положение магнитного полюса относительно каждой плиты на разные моменты времени. Обобщение данных по разным плитам привело к реконструкции всей последовательности относительных перемещений плит. Объединения этих данных с информацией, полученной из неподвижных горячих точек, сделало возможным определить абсолютные перемещения плит и историю движения магнитных полюсов Земли.
Теплофизический подход рассматривает Землю как тепловую машину, в которой тепловая энергия частично превращается в механическую. В рамках этого подхода движение вещества во внутренних слоях Земли моделируется как поток вязкой жидкости, описываемый уравнениями Навье — Стокса. Мантийная конвекция сопровождается фазовыми переходами и химическими реакциями, которые играют определяющую роль в структуре мантийных течений. Основываясь на данных геофизического зондирования, результатах теплофизических экспериментов и аналитических и численных расчётах, учёные пытаются детализировать структуру мантийной конвекции, найти скорости потоков и другие важные характеристики глубинных процессов. Особенно важны эти данные для понимания строения самых глубоких частей Земли — нижней мантии и ядра, которые недоступны для непосредственного изучения, но, несомненно, оказывают огромное влияние на процессы, идущие на поверхности планеты.
Геохимический подход. Для геохимии тектоника плит важна как механизм непрерывного обмена веществом и энергией между различными оболочками Земли. Для каждой геодинамической обстановки характерны специфические ассоциации горных пород. В свою очередь, по этим характерным особенностям можно определить геодинамическую обстановку, в которой образовалась порода.
Исторический подход. В смысле истории планеты Земля, тектоника плит — это история соединяющихся и раскалывающихся континентов, рождения и угасания вулканических цепей, появления и закрытия океанов и морей. Сейчас для крупных блоков коры история перемещений установлена с большой детальностью и за значительный промежуток времени, но для небольших плит методические трудности много большие. Самые сложные геодинамические процессы происходят в зонах столкновения плит, где образуются горные цепи, сложенные множеством мелких разнородных блоков — террейнов. При изучении Скалистых гор зародилось особое направление геологических исследований — террейновый анализ, который вобрал в себя комплекс методов, по выделению террейнов и реконструкции их истории.

### Тектоника плит на других планетах
В настоящее время нет подтверждений современной тектоники плит на других планетах Солнечной системы. Исследования магнитного поля Марса, проведённые в 1999 космической станцией Mars Global Surveyor, указывают на возможность тектоники плит на Марсе в прошлом.
Некоторые процессы ледяной тектоники на Европе аналогичны процессам, происходящим на Земле.

### Когда началась тектоника плит на Земле
Первые блоки континентальной коры, кратоны, возникли на Земле в архее, тогда же начались их горизонтальные перемещения, но полный комплекс признаков действия механизма тектоники плит современного типа встречается только в позднем протерозое. До этого мантия, возможно, имела иную структуру массопереноса, в которой большую роль играли не установившиеся конвективные потоки, а турбулентная конвекция и плюмы.
В прошлом[когда?]

 поток тепла из недр планеты был больше, поэтому кора была тоньше, давление под намного более тонкой корой было тоже намного ниже. А при существенно более низком давлении и чуть большей температуре вязкость мантийных конвекционных потоков непосредственно под корой была намного ниже нынешней. Поэтому в коре, плывущей на поверхности мантийного потока, менее вязкого, чем сегодня, возникали лишь сравнительно небольшие упругие деформации. И механические напряжения, порождаемые в коре менее вязкими, чем сегодня, конвекционными потоками, были недостаточны для превышения предела прочности пород коры. Поэтому, возможно, и не было такой тектонической активности, как в более позднее время.

### Прошлые перемещения плит

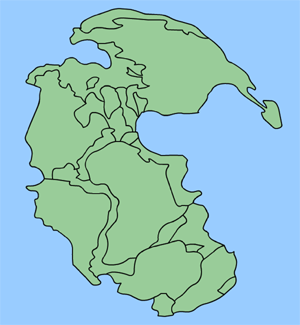
Пангея

Восстановление прошлых перемещений плит — один из основных предметов геологических исследований. С различной степенью детальности положение континентов и блоков, из которых они сформировались, реконструировано вплоть до архея.
Из анализа перемещений континентов было сделано эмпирическое наблюдение, что континенты каждые 400—600 млн лет собираются в огромный материк, содержащий в себе почти всю континентальную кору — суперконтинент. Современные континенты образовались 200—150 млн лет назад, в результате раскола суперконтинента Пангеи. Сейчас континенты находятся на этапе почти максимального разъединения. Атлантический океан расширяется, а Тихий океан закрывается. Индостан движется на север и сминает Евразийскую плиту, но, видимо, ресурс этого движения уже почти исчерпан, и в скором геологическом времени в Индийском океане возникнет новая зона субдукции, в которой океаническая кора Индийского океана будет поглощаться под Индийский континент.

### Влияние перемещений плит на климат
Расположение больших континентальных массивов в приполярных областях способствует общему понижению температуры планеты, так как на континентах могут образовываться покровные оледенения. Чем шире развито оледенение, тем больше альбедо планеты и тем ниже среднегодовая температура.
Кроме того, взаимное расположение континентов определяет океаническую и атмосферную циркуляцию. 
Однако простая и логичная схема: континенты в приполярных областях — оледенение, континенты в экваториальных областях — повышение температуры, оказывается неверной при сопоставлении с геологическими данными о прошлом Земли. Четвертичное оледенение действительно произошло, когда в районе Южного полюса оказалась Антарктида, и в северном полушарии Евразия и Северная Америка приблизились к Северному полюсу. С другой стороны, сильнейшее протерозойское оледенение, во время которого Земля оказалась почти полностью покрыта льдом, произошло тогда, когда большая часть континентальных массивов находилась в экваториальной области.
Кроме того, существенные изменения положения континентов происходят за время порядка десятков миллионов лет, в то время как суммарная продолжительность ледниковых эпох составляет порядка нескольких миллионов лет, и во время одной ледниковой эпохи происходят циклические смены оледенений и межледниковых периодов. Все эти климатические изменения происходят быстро по сравнению со скоростями перемещения континентов, и поэтому движение плит не может быть их причиной.
Из вышесказанного следует, что перемещения плит не играют определяющей роли в климатических изменениях, но могут быть важным дополнительным фактором, «подталкивающим» их.

### Значение тектоники плит
Тектоника плит сыграла в науках о Земле роль, сравнимую с гелиоцентрической концепцией в астрономии, или открытием ДНК в генетике. До принятия теории тектоники плит науки о Земле носили описательный характер. Они достигли высокого уровня совершенства в описании природных объектов, но редко могли объяснить причины процессов. В разных разделах геологии могли доминировать противоположные концепции. Тектоника плит связала различные науки о Земле, дала им предсказательную силу.